# Dengeki Sentai Changeman
Dengeki Sentai Changeman (電撃戦隊チェンジマン Dengeki Sentai Chenjiman?) (traducido como Escuadrón de Descarga Eléctrica Changeman) es el título de la 9.ª temporada de la franquicia Super Sentai Series, producida por Toei Company y emitida en TV Asahi del 2 de febrero de 1985 al 22 de febrero de 1986, constando de 55 episodios, siendo la segunda serie de mayor duración después de Himitsu Sentai Goranger.

## Argumento
Tras conquistar cientos de planetas, la Gran Liga Estelar Gozma pone el punto de mira en la Tierra. Para defender el mundo en una crisis tan grave, el ejército japonés forma una rama especial conocida como la Fuerza de Defensa de la Tierra (Earth Defense Force, EDF), compuesta de miembros de élite de todas las áreas del ejército japonés. Bajo la supervisión del comandante Ibuki, los muchos soldados reclutados de la EDF comienzan un duro entrenamiento.
Como primera acción, los Gozma deciden eliminar a aquellos que suponen el mayor riesgo de interferencia con su invasión: los militares. Tras un día de entrenamiento particularmente brutal, los reclutas de la EDF están hartos de los métodos crueles de Ibuki y abandonan el entrenamiento. Poco después se encuentran con un ataque de numerosas tropas Gozma. Cinco oficiales supervivientes se unen, derrotados y exhaustos, pero negándose a retroceder ante la amenaza. En ese momento, la Tierra tiembla y le da a los cinco el poder de la Fuerza de la Tierra, permitiéndoles adoptar el poder de bestias mitológicas. Con el poder místico de la Fuerza de la Tierra y la tecnología de los militares, los Changeman comienzan la guerra contra Gozma.

## Personajes

### Changeman
Los Changeman son todos antiguos miembros de las varias ramas del ejército japonés que fueron todos elegidos a dedo por la EDF para combatir a Gozma. Como Changeman, reciben sus poderes de una misteriosa energía llamada Fuerza de la Tierra (アースフォース Āsufōsu?), que les da a sus usuarios el poder de proteger la Tierra de cualquier amenaza contra ella.
- Hiryū Tsurugi (剣 飛竜 Tsurugi Hiryū?)/Change Dragon (チェンジドラゴン Chenji Doragon?): Tsurugi, de la prefectura de Kōchi, era un oficial del ejército del aire de Japón antes de convertirse en Change Dragon. Tsurugi es un líder apasionado con un corazón amable, y suele concentrarse tanto en una tarea que no piensa el posible peligro que puede correr al realizarla. Es un excelente tirador y motociclista. También era el mejor jugador de béisbol del instituto hasta que un accidente le obligó a dejar la competición. Como Change Dragon, es un maestro de los ataques al vuelo así como los ataques a corta o larga distancia, añadiendo incluso algunas de sus habilidades de béisbol a sus técnicas.
- Shō Hayate (疾風 翔 Hayate Shō?)/Change Gryphon (チェンジグリフォン Chenji Gurifon?): Hayate, de la prefectura de Aomori, era un soldado del ejército japonés antes de convertirse en Change Gryphon. Es un narcisista mujeriego, y suele arreglarse el pelo antes de entrar en batalla, aunque esto es una pose de su personalidad amable.
- Yūma Ōzora (大空 勇馬 Ōzora Yūma?)/Change Pegasus (チェンジペガサス Chenji Pegasasu?): Ozora era funcionario en el ejército japonés antes de convertirse en Change Pegasus, donde sirve como el miembro técnico del grupo, con la habilidad de desarrollar fuerza sobrehumana. Al ser el más joven, tiende a no respetar mucho la autoridad, y suele asociarse con los niños que los Changeman ayudan. Ozora también tiene el sueño de abrir una tienda de tonkatsu cuando deje el equipo al conseguir el dinero suficiente para empezar.
- Sayaka Nagisa (渚 さやか Nagisa Sayaka?)/Change Mermaid (チェンジマーメイド Chenji Māmeido?): Nagisa era oficial de la fuerza de trabajo del ejército japonés antes de convertirse en Change Mermaid. Es la estratega del equipo, y a veces se concentra demasiado en que sus compañeros guarden la etiqueta. Sin embargo, Nagisa muestra un aspecto cariñoso y protector que se ve en ella hacia los animales y hacia Tsurugi.
- Mai Tsubasa (翼 麻衣 Tsubasa Mai?)/Change Phoenix (チェンジフェニックス Chenji Fenikkusu?): Tsubasa era una espía del ejército japonés antes de convertirse en Change Phoenix. Como Tsurugi, también es una excelente motociclista. Aunque es de apariencia masculinizada y es dura por dentro, Tsubasa es una figura que se preocupa, y buena amiga de Nagisa a pesar de sus diferencias.

### Aliados
- Comandante Ibuki (伊吹長官 Ibuki-chōkan?): El líder de la EDS, que parece cruel al principio pero también tiene un lado que se preocupa. Al final se revela que es Yui Ibuki, del planeta Heath, destruido por los Gozma.
- Nana (ナナ Nana?): Una joven del más avanzado planeta Rigel, con habilidades sobrehumanas que usa para inclinar la balanza a favor de Gozma, ya que las chicas rigelianas, al llegar a una edad, liberan una energía masiva que dará poder a cualquiera que se encuentre en su camino. Aunque envejece hasta los 20 años gracias al plan de Giluke de hacerla más fuerte, Nana consigue habilidades telepáticas que se unen a sus habilidades físicas mejoradas.
- Sakura (さくら Sakura?): Un alienígena del planeta Merle (メルル星 Meruru-sei?).
- Volta (ボルタ Boruta?): Un alienígena del planeta Dora (トーラ星 Dora-sei?).
- Zoorii (ゾーリー Zōrī?) y Waraji (ワラジー Warajī?): Mujer e hijo de Gator. Su papel en la trama se intensifica hacia el final de la serie porque Waraji puede tocar con su ocarina una melodía que provoca nostalgia del hogar a criaturas espaciales, y que al final usa contra los propios miembros de Gozma, provocando que ellos (incluso el propio Gator) pongan su objetivo en el niño, que furioso rompe la ocarina y se marcha, gritando que no tiene padre. Zoorii, mientras tanto, queda embarazada de Gator concibiendo una hija, y obligándole a abandonar Gozma para siempre.

### Arsenal
- Change Brace (チェンジブレス Chenji Buresu?): El dispositivo de transformación de los Changeman. El comando de transformación es "Let's Change!" (レッツチェンジ! Rettsu Chenji!?), seguido por el nombre del equipo o del miembro que se transforma. También puede disparar un Change Laser.
- Change Sword (チェンジソード Chenji Sōdo?): El arma básica de los Changeman. Tiene dos modos, blaster y knight (espada y escudo).
- Dragon-Zooka (ドラゴンズーカ Doragon Zūka?): El arma Zooka de Change Dragon, que forma el cuerpo principal del Power Bazooka.
- Gryphon-Zooka (グリフォンズーカ Gurifon Zūka?): El arma Zooka de Change Gryphon, que forma el frontal del Power Bazooka.
- Pegasus-Zooka (ペガサスズーカ Pegasasu Zūka?): El arma Zooka de Change Pegasus, que forma la cubierta inferior del Power Bazooka.
- Mermaid-Zooka (マーメイドズーカ Māmeido Zūka?): El arma Zooka de Change Mermaid, que forma la mirilla del Power Bazooka.
- Phoenix-Zooka (フェニックスズーカ Fenikkusu Zūka?): El arma Zooka de Change Phoeni, que forma la cubierta superior del Power Bazooka.
- Power Bazooka (パワーバズーカ Pawā Bazūka?): El cañón definitivo que se forma a partir de las armas Zooka de los miembros del equipo. En una ocasión recibió una mejora, y en otra los Changeman aprendieron a infundir la Fuerza de la Tierra dentro de la bazooka para aumentar aún más su poder.
- Auto Changers (オートチェンジャー Ōto Chenjā?): Cada Changeman conduce una de estas motocicletas.
- Change Cruiser (チェンジクルーザー Chenji Kurūzā?): Un 4x4 para el equipo completo.
- Jet Skis (ジェットスキー Jetto Sukī?): Utilizados en un episodio durante su enfrentamiento contras las fuerzas Ahames en Nagasaki.

### Mechas
- Change Robo (チェンジロボ Chenji Robo?): El robot del equipo. Change Dragon grita "¡Comience la conversión de la Tierra!", lo que inicia el proceso de transformación de los mechas, y después el comando "Fusión, Conversión de la Tierra" (合体、アースコンバージョン! Gattai, Āsu Konbājon?) los combina.
  - Jet Changer I (ジェットチェンジャー1 Jetto Chenjā Wan?): El mecha de Change Dragon, que forma la cabeza de Change Robo. Se guarda en el fuselaje de la Shuttle Base, con las alas plegadas.
  - Heli Changer II (ヘリチェンジャー2 Heri Chenjā Tsū?): Un helicóptero pilotado por Change Gryphon y Change Mermaid. Forma el torso y brazos de Change Robo. Se guarda en la parte trasera de la Shuttle Base, detrás del Jet Changer I.
  - Land Changer III (ランドチェンジャー3 Rando Chenjā Surī?): Un crucero pilotado por Change Pegasus y Change Phoenix. Forma las piernas de Change Robo. Se guarda en dos mitades en la parte trasera de la Shuttle Base, con el Heli Changer II entre las dos mitades.
- Shuttle Base (シャトルベース Shatoru Bēsu?): Es la nave que transporta los mechas del equipo a la zona de batalla, y es el primer transportador fabricado en la Tierra que viaja al espacio.

### Gran Liga Estelar Gozma
La Gran Liga Estelar Gozma (大星団ゴズマ Daiseidan Gozuma?) es un imperio interestelar que destruye planetas y usa a los supervivientes como soldados para invadir otros planetas. Su base es la nave de batalla Gozmard (ゴズマード Gozumādo?).
- Rey Estelar Bazoo (星王バズー Seiō Bazū?): Bazoo es el líder de Gozma, que sólo aparece ante sus seguidores como un gran torso gigante azul sin miembros, lo que es una ilusión que crea su verdadera forma, el planeta viviente Gozma Star (ゴズマスター Gozumasutā?) que absorbe otros mundos a través de su conquista interestelar del universo. Aunque respeta algunos planetas, Bazoo los usa como medio de amenazar a sus ejércitos con su destrucción, para asegurarse de que no fallarán en sus misiones. Logra aproximarse a la Tierra sin ser detectado ocultándose en la cola del cometa Halley.
- General Giluke (ギルーク司令 Girūku Shirei?): Originario del planeta Girath (ギラス星 Girasu-sei?), es el líder de la invasión, y trama en secreto derrotar a Bazoo, aunque su primer intento fracasa. Usa una espada forjada para el guerrero más fuerte de su planeta.
- Ayudante Booba (副官ブーバ Fukukan Būba?): Booba es un antiguo pirata espacial que ha sido reclutado para ser uno de los tenientes de Giluke. Armado con la hoz Buldobas, es el rival de Change Dragon.
- Ayudante Shiima (副官シーマ Fukukan Shīma?): Shiima es la antigua princesa del planeta Amanga (アマンガ星 Amanga-sei?), cuya gente puede luchar con unos poderes psíquicos llamados Energía Amanga (アマンガエネルギー Amanga Enerugī?). Cuando conquistaron su planeta, fue secuestrada por un guerrero Bestia Espacial llamado Wuba, y criada con su leche, convirtiéndola en una guerrera fría con una profunda voz masculina y sin recuerdos de su pasado.
- Reina Ahames (女王アハメス Joō Ahamesu?): Ahames es la antigua reina del planeta Amazo (アマゾ星 Amazo-sei?) que unió fuerzas con Giluke en su intento de derrotar a Bazoo. Tras fracasar, no se supo de ella hasta su llegada a la Tierra.
- Tripulante Gator (航海士ゲーター Kōkaishi Gētā?): Es originario del planeta Navi (ナビ星 Nabi-sei?). Se une a la fuerza a Gozma para proteger a su familia, y también por el bien de la misma acaba desertando y uniéndose a los Changeman.
- Gyodai (ギョダーイ Gyodāi?): Una criatura de un ojo del planeta del mismo nombre que Gozma usa para hacer crecer a sus monstruos.
- Jangeran (ジャンゲラン Jangeran?): Jangeran es un familiar de Ahames. Es un dragón de dos cabezas cuya cabeza izquierda dispara un cono de hielo mientras la derecha dispara un torrente de llamas. Cuando Bazoo se harta ante la falta de resultados contra los Changeman, separa a Jangeran en dos criaturas llamadas Jan (ジャン Jan?) y Geran (ゲラン Geran?).
- Soldados Hidler (ヒドラー兵 Hidorā Hei?): Son los soldados de campo de Gozma. Estos alienígenas de piel azul son criaturas feroces que usan sus talones como armas. Si se les hiere lo suficiente, los Hidlers soltarán vapor hasta desintegrarse en cuestión de segundos.

## Episodios
1. ¡Llegada! ¡El poder secreto! (出現！秘密の力！ Shutsugen! Himitsu no Chikara!?)
2. La ira del rey estelar Bazoo (星王バズーの怒り Seiō Bazū no Ikari?)
3. ¡Melé! Grupo de soldados (スクラム! 戦士団 Sukuramu! Senshi Dan?)
4. Un beso tras la lucha (キスは戦いの後で Kisu wa Tatakai no Ato de?)
5. Orden de arresto a Pegasus (ペガサス逮捕指令 Pegasasu Taiho Shirei?)
6. Las chicas de instituto objetivo (狙われた女子高生 Nerawareta Joshikōsei?)
7. El soldado espacial triste! (悲しき宇宙戦士! Kanashiki Uchū Senshi!?)
8. La joven dama es una vampira (お嬢さんは吸血鬼 Ojōsan wa Kyūketsuki?)
9. ¡Brilla! La bola milagrosa mortal (輝け! 必殺の魔球 Kagayake! Hissatsu no Makyū?)
10. El espantoso ejército de coches sin conductor (恐怖の無人車軍団 Kyōfu no Mujin-sha Gundan?)
11. S.O.S. Koko y Kiki (SOSココとキキ Esu Ō Esu Koko to Kiki?)
12. Mamá es Mermaid (ママはマーメイド Mama wa Māmeido?)
13. Papá vende la Tierra (地球を売るパパ Chikyū o Uru Papa?)
14. ¡Ataque! Los enormes lagartos (攻撃！巨大トカゲ Kōgeki! Kyodai Tokage?)
15. La temeraria conductora Mai (暴走ライダー麻衣 Bōsō Raidā Mai?)
16. ¡La chica que tenía alas! (翼を持った少女！ Tsubasa o Motta Shōjo!?)
17. El misterioso barco fantasma de Nagasaki (長崎の謎の幽霊船 Nagasaki no Nazo no Yūreisen?)
18. ¡El desafío de Ahames! (アハメスの挑戦！ Ahamesu no Chōsen!?)
19. ¡Apuesta por Sayaka! (さやかに賭けろ！ Sayaka ni Kakero!?)
20. ¡Gran contraataque! Giluke (大逆襲！ギルーク Dai Gyakushū! Girūku?)
21. La gran estrella Gozma (ゴズマの大スター Gozuma no Dai Sutā?)
22. El soldado que desapareció en un espejo (鏡に消えた戦士 Kagami ni Kieta Senshi?)
23. El chico que monta en delfines (イルカに乗る少年 Iruka ni Noru Shōnen?)
24. Gyodai, el fugitivo (ギョダーイの家出 Gyodāi no Iede?)
25. ¡Canta! Con una gran voz (歌え！大きな声で Utae! Ōki na Koe de?)
26. El primer amor de 20 años de Mai (麻衣20歳の初恋 Mai Hatachi no Hatsukoi?)
27. El sueño de Gator de padre e hijo (ゲーター親子の夢 Gētā Oyako no Yume?)
28. El lápiz de color maldito (呪われたクレヨン Norowareta Kureyon?)
29. ¡Protege la flor! La mariposa fantasma (花を守れ！幻の蝶 Hana o Mamore! Maboroshi no Chō?)
30. ¡Corre! ¡Pegaso! (走れ！ペガサス！ Hashire! Pegasasu!?)
31. ¡Revélalo! El misterio de Bazoo (暴け！バズーの謎 Abake! Bazū no Nazo?)
32. ¡Nana! Reunión peligrosa (ナナ！危険な再会 Nana! Kiken na Saikai?)
33. ¿¡El fin de Giluke!? (ギルークの最期！？ Girūku no Saigo!??)
34. Ahames, la Terrible (恐ろしきアハメス Osoroshiki Ahamesu?)
35. ¡¡Tierra!! ¡Ayúdanos! (地球よ！助けて！ Chikyū yo! Tasukete!?)
36. ¡Mirad! Nuestro poder (見たか！俺達の力 Mita ka! Oretachi no Chikara?)
37. Dragón perdido (消えたドラゴン！ Kieta Doragon!?)
38. Béisbol fantasma (幽霊ベースボール Yūrei Bēsubōru?)
39. El escondite terrible (恐怖のかくれんぼ Kyōfu no Kakurenbo?)
40. Caramelo extraño (おかしなお菓子 Okashi na Okashi?)
41. ¡El príncipe perdido de las estrellas! (消えた星の王子！ Kieta Hoshi no Ōji!?)
42. La Nana vestida de marinero (セーラー服のナナ Sērāfuku no Nana?)
43. Super Giluke (スーパーギルーク Sūpā Girūku?)
44. ¡Déjaselo a Mai! (麻衣におまかせ！ Mai ni O-makase!?)
45. Ira, la chica de color arcoíris (虹色の少女アイラ Nijiiro no Shōjo Aira?)
46. ¡La hermosa Sheema! (美しきシーマ！ Utsukushiki Shīma?)
47. Las lágrimas de Gaata de padre e hijo (ゲーター親子の涙 Gētā Oyako no Namida?)
48. La tormenta de amor del pirata Booba (海賊ブーバ愛の嵐 Kaizoku Būba Ai no Arashi?)
49. La triste Bestia Soldado Sheema (哀しきシーマ獣士 Kanashiki Shīma Jūshi?)
50. El día que Gozma tembló (ゴズマが震えた日 Gozuma ga Furueta Hi?)
51. ¡¡Nana!! ¡Díselo! (ナナよ！伝えて！ Nana yo! Tsutaete!?)
52. Booba muere en la Tierra (ブーバ地球に死す Būba Chikyū ni Shisu?)
53. La fiera Ahames! (炎のアハメス！ Honō no Ahamesu!?)
54. ¡La gran explosión de Giluke! (ギルーク大爆発！ Girūku Dai Bakuhatsu!?)
55. ¡Adiós, amigos del espacio! (さらば宇宙の友よ Saraba Uchū no Tomo yo?)

### Películas
- Dengeki Sentai Changeman (電撃戦隊チェンジマン Dengeki Sentai Chenjiman?): Estrenada el 16 de marzo de 1985.
- Dengeki Sentai Changeman Shuttle Base! The Critical Moment! (電撃戦隊チェンジマン シャトルベース! 危機一髪! Dengeki sentai chenjiman shatorubēsu! Kikiippatsu!?): Estrenada el 13 de julio de 1985.

## Reparto
- Hiryū Tsurugi: Haruki Hamada
- Shō Hayate: Kazuoki Takahashi
- Yūma Ōzora: Shirō Izumi
- Sayaka Nagisa: Hiroko Nishimoto
- Mai Tsubasa: Mai Ōshi
- Comandante Yui Ibuki: Jun Fujimaki
- Nana: Miyako Hayakawa y Tokie Shibata
- Sakura: Sachiko Shigeno
- Volta: Tsuyoshi Koba
- Zoorii: Makoto Kōsaka
- Waraji: Kazuhiko Ohara
- Rey Estelar Bazoo: Seizō Katō
- General Giluke: Shohei Yamamoto
- Ayudante Booba: Yoshinori Okamoto
- Ayudante Shiima: Kana Fujieda y Michiro Iida
- Reina Ahames: Fukumi Kuroda
- Tripulante Gator: Hiroshi Masuoka
- Gyodai: Takeshi Watabe
- Jangeran: Eisuke Yoda y Eiji Maruyama
- Narrador: Nobuo Tanaka

## Temas musicales

### Tema de apertura
- Dengeki Sentai Changeman (電撃戦隊チェンジマン Dengeki Sentai Chenjiman?)
  - Letra: Yoshiaki Sagara
  - Música: Katsuo Ohno
  - Arreglos: Tatsumi Yano
  - Intérprete: KAGE y Nagareda Project

### Tema de cierre
- Never Stop Changeman (NEVER STOPチェンジマン Nebā Sutoppu Chenjiman?, Nunca se detangan Changeman)
  - Letra: Yoshiaki Sagara
  - Música: Katsuo Ohno
  - Arreglos: Kōhei Tanaka
  - Intérprete: KAGE